# Castillo de Viuet
El castillo de Viuet es un castillo medieval del término del Pont de Suert, dentro del antiguo término de Llesp, perteneciente a la Alta Ribagorza, provincia de Lérida (Cataluña, España). Se encuentra en la cima del pico que hay sobre el pueblo de Viuet.

## Descripción
Se menciona ya en 1085. Fue uno de feudo de los barones de Erill, que fue objeto de diversos pactos, intercambios y donaciones que también lo relacionaron con el monasterio de San Andrés de Barrabés.
Encima de la roca que domina el pueblo hay algunos restos del castillo, como los muros perimetrales y diversos restos más, difíciles de ver por la invasión de la vegetación a causa del abandono del lugar.